# Violet ildfugl
Violet ildfugl (Lycaena alciphron) er en dagaktiv sommerfugl i blåfuglefamilien. Den er udbredt i dele af Europa og Asien samt enkelte steder i Nordafrika og er knyttet til blomsterrige græsarealer i kuperet terræn. Den er kun truffet en enkelt gang i Danmark i 1939. Larven lever på planterne af almindelig syre og rødknæ.

## Udseende
Kroppen har et exoskelet som holder de bløde indre organer på plads. Exoskelettet er for det meste opbygget af kitin. Hovedet er smalt foran, palperne er store og fremadrettede. Sommerfuglene adskiller sig fra de fleste andre insekter ved, at munden ikke har kæber og læber, men en lang sugesnabel (proboscis) mellem palperne. Den er rullet op i en spiral, mellem palperne, under hovedet, når den ikke er i brug. Antennerne sidder over og helt indtil fasetøjnene. Antennene er trådformede og består af cylindriske led.
- Lycaena alciphron ♂
- Lycaena alciphron ♂   △